# Стробоскопічний ефект

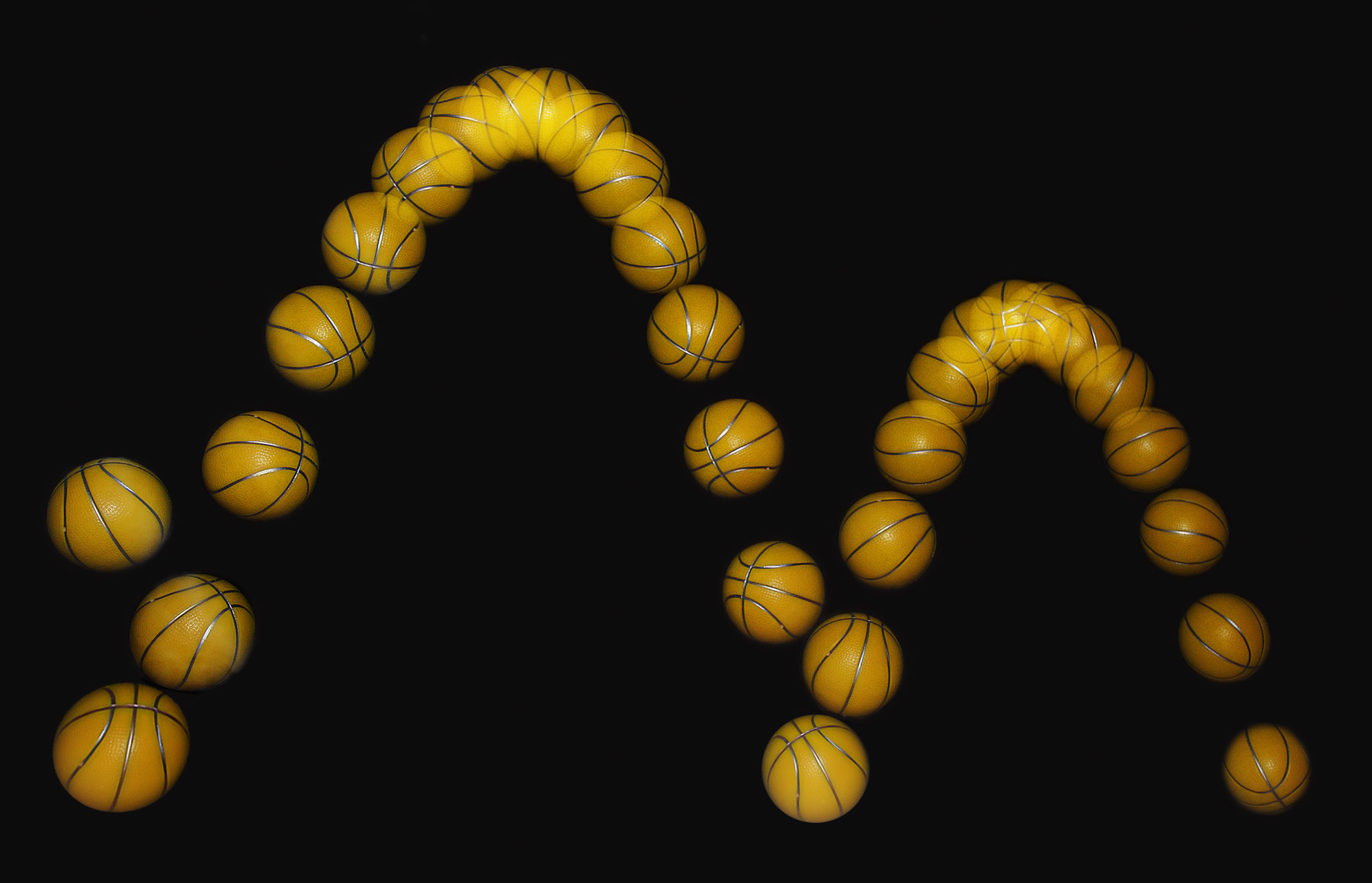
Стробоскопічне зображення м'яча, який підскакує. Частота спалахів лампи стробоскопа - 25 разів на секунду.

Стробоскопі́чний ефе́кт — зорова ілюзія, що виникає у випадках, коли спостереження якого-небудь предмета або картини здійснюється не безупинно, а протягом окремих періодично послідовних один за одним інтервалів часу (наприклад, при періодичному відкриванні й закриванні проектованої на екран картини обертовим диском з прорізами — обтюратором, або при періодичних спалахах світла в темному приміщенні).

## Загальний опис
Стробоскопічний ефект обумовлений інерцією зору, тобто збереженням у свідомості спостерігача сприйнятого зорового образу на певний (малий) проміжок часу, після чого картина, що викликала образ, зникає. Якщо частота зміни образів становить приблизно 16 Гц (або більше), образи зливаються в один безперервний рух.
Стробоскопічний ефект може мати місце для об'єктів, що обертаються, рухаються або змінюються у мерехтливому світлі. Виникає при збігу кратності частотних характеристик руху об'єктів і зміни світлового потоку у часі в освітлювальних установках, виконаних газорозрядними джерелами світла, які живляться змінним струмом. На стробоскопічному ефекті побудовано телебачення. Кадри подаються з частотою 25 кадрів на секунду,тому ми сприймаємо їх як  неперервний рух.

## Різновиди прояву стробоскопічного ефекта
Можливі 2 типи С.е. 
- 1-й - ілюзія руху при переривчастому спостереженні окремих картин, на кожній з яких положення предметів трохи зміщені в порівнянні з попередньою. На цьому типі С.е. засноване сприйняття руху в кінематографі й телебаченні,
- 2-й тип - ілюзія нерухомості (або вповільненого руху), що виникає, коли предмет, що рухається періодично (із частотою f1) займає попереднє положення. При цьому для ілюзії повної нерухомості необхідно, щоб частота моментів спостереження f була рівна f1. Якщо ж f і f1 не рівні, але близькі, то сприйманий гаданий рух предмета характеризується частотою f - f1 (цей уявний рух може бути набагато повільнішим дійсного й навіть відрізнятися від нього напрямком).